# Поніманська Тамара Іллівна
Тама́ра Іллі́вна Поніма́нська (5 серпня 1954, Городище — 16 липня 2016, Рівне) — вчена-педагог, кандидат педагогічних наук (1983), професор (2002), проректор з наукової роботи Рівненського державного гуманітарного університету, завідувач кафедри педагогіки і психології (дошкільної та корекційної), авторка підручників та посібників з дошкільної педагогіки.

## Біографія
Народилася 5 серпня 1954 року в Городищі Біловодського району Луганської області у сім'ї службовців. У 1971 році закінчила середню школу № 12 м. Рівне із золотою медаллю.
У 1975 році закінчила з відзнакою Рівненський державний педагогічний інститут за спеціальністю «педагогіка і психологія (дошкільна)». Працювала викладачем Дубенського педучилища, викладачем кафедри дошкільної педагогіки і психології Рівненського педінституту.
З 1979 по 1982 рік навчалась в аспірантурі Науково-дослідного інституту дошкільного виховання АПН СРСР. У 1983 році захистила кандидатську дисертацію на тему «Засвоєння моральних норм старшими дошкільниками у спільній діяльності».
У 1986 році присвоєно звання доцента. З 1987 року завідувачка кафедри. У 2002 році ВАК присвоєне звання професора.
З 2006 року працює проректором з наукової роботи РДГУ.
Померла 16 липня 2016 року після тривалої хвороби.

### Родина та особистість
Мати — Ольга Ботова, батько — Ілля Поніманський, брат — Володимир.
За спогадами Дичківської І., у вченої «були чудові життєві принципи: любити людей, допомагати їм, бути щирою, чесною, щедрою і справедливою, вірною в дружбі».

## Наукова робота
З 1989 року — член редакційної колегії всеукраїнського журналу «Дошкільне виховання»; член ради з підготовки фахівців у галузі дошкільного виховання при Московському державному педагогічному університеті; засновниця наукових філіалів кафедри з проблеми гуманізації навчання й виховання дітей у дошкільних закладах регіону; авторка нових форм роботи з дошкільниками.
З 1990 по 1991 рік — член авторського колективу державної програми виховання дітей дошкільного віку «Малятко».
У 1998 році — учасниця розробки державного стандарту Базового компонента дошкільної освіти в Україні та програмово-методичних документів до нього.
Авторка понад 300 наукових і науково-методичних робіт. Серед них: 
- «Моральне виховання дошкільників» (Вища школа, 1993),
- «Основи дошкільної педагогіки» (Абрис, 1998),
- «Дошкільна педагогіка» (Академвидав, 2004, 2006, 2013, 2015)»,
- «Соціальний розвиток дитини (старший дошкільний вік)» (Генеза, 2014) та інші.

Під керівництвом вченої захищено 13 кандидатських дисертацій. Член спеціалізованих вчених рад по захисту кандидатських дисертацій в Інституті проблем виховання АПНУ (2001—2008), Рівненському державному гуманітарному університеті (2009—2011), Вінницькому державному педагогічному університеті ім. М. Коцюбинського (2010—2012).
Переможець Всеукраїнського конкурсу освітніх технологій (2009, 2011, 2013), організаторка міжнародних науково-практичних конференцій (1992, 1997, 2002, 2005, 2007, 2008, 2009, 2010, 2012). Член експертної групи науково-методичної комісії з дошкільної педагогіки МОН України, експерт ДАК України.
В останні роки життя Тамара Іллівна працювала над монографією, яку не встигла опублікувати. У 2019 році у 9 номері журналу «Дошкільне виховання» були опубліковані уривки.

## Нагороди та відзнаки
- Почесна грамота Міністерства освіти України (1989, 2001, 2008);
- Знак «Відмінник народної освіти УРСР» (1990);
- Почесна грамота АПНУ (2007, 2009);
- Нагрудний знак «Софія Русова» (2007)[1]
- Заслужений працівник освіти України (2015);
- Грамота Верховної ради України (2016)[2].

### Вшанування
У 2016 році кафедрі педагогіки і психології (дошкільної та корекційної) присвоєно ім'я професора Тамари Іллівни Поніманської.